# Campus Party
Campus Party je druhé a zároveň poslední studiové album americké rock and rollové hudební skupiny The Rivieras, vydané v roce 1965.

## Seznam skladeb
1. California Sun '65
2. Hanky Panky
3. Tossin' And Turnin'
4. Somebody New
5. Money Honey
6. Bug Juice
7. Fortune Teller
8. Doctor Feelgood
9. Comin' Back Home
10. Church Key Pt. 2
11. Louie Louie
12. Farmer John

## Sestava
- Jeff McKew: zpěv, rytmická kytara
- Jim Boal: sólová kytara
- Otto Nuss: varhany, piáno
- Doug Gean: baskytara
- Terry McCoy: bicí